# Золотоношский уезд
Золотоношский уезд — административно-территориальная единица Полтавской губернии Российской империи образована в 1781 году сначала в составе Киевского наместничества. В 1920—1922 годы — в составе Кременчугской губернии. Уездный центр — город Золотоноша.
Округ занимал западную окраину Полтавской губернии и отделялся течению реки Днепр от Киевской губернии. Площадь уезда была около 3500—3700 км². Форма уезда была очень правильная и имела вид почти равнобедренного треугольника. Западную границу составлял Днепр, а на востоке и юго-востоке течением Сулы уезд отделялся от Хорольского и Кременчугского.
Согласно переписи населения Российской империи на 1897 год в уезде проживало 227594 человек. Из них 95,55 % — украинского, 3,37 % — евреи, 0,91 % — русские.

## География
Занимал западную окраину Полтавской губернии и отделяется течением реки Днепр от Киевской губернии. Пространство уезда определяется по Стрельбицкому в 3888,6 кв. вёрст или 405063 десятин, а по данным генерального межевания — 395675 десятин.
Форма уезда очень правильная и имеет вид почти равнобедренного треугольника. Западную границу составляет река Днепр, а на Востоке и Юго-Востоке течением реки Сулы уезд отделяется от Хорольского и Кременчугского.
Вся поверхность уезда представляет ровную, слегка поднятую на востоке и постепенно понижающуюся к западу степь, которая только у самого берега Днепра сменяется полого-холмистыми дюнными песками. Аллювиальная долина река Сулы имеет ширины 3-6 версты, почти вся покрыта лесами, изредка болотами с торфяными почвами, иногда солонцами. Днепровская пойма достигает 10-15 верст в ширину, почти исключительно покрыта речными и дюнными песками (с произрастающим на них лесом) и старицами в разнообразнейших стадиях развития; выше впадения Сулы, в некоторых местах поймы, встречается довольно толстый слой торфа с кусками обугленного дерева, прикрытый песком. Все остальное пространство уезда — бесконечные, сухие, безлесные и почти совершенно безводные пространства.
Из протекающих через уезд притоков Днепра, река Сула принадлежит уезду только нижним своим течением; правый берег возвышенный, местами изрытый провальями и сплошь покрытый лесами, левый же берег полого-покатый. Остальные речки Супой, Золотоношка, Крапивна, Ирклей и Згарь протекают почти по совершенно ровной плоскости и нисколько не влияют на рельеф уезда; все эти речки маловодны и, по определению геологов, имеют тип вымирающих рек: они даже непосредственно не впадают в Днепр а незаметно теряются среди его поймы.
По исследованию профессора Докучаева, горовой чернозем покрывает почти 2/3 пространства уезда. Занимая исключительно более высокие и, видимо, более сухие степи, он резко ограничен на Юго-Западе обрывом третьей террасы; на Север и Восток тянется до административных границ уезда. Весь этот район представляет однообразную, почти совершенно ровную и сухую степь. Мощность пласта колеблется от 2 футов 3 дюймов до 5 футов, гумуса (перегноя) в черноземе от 3,2 до 5,38 %. В области второй террасы, долинный чернозем почти исключительно в Северо-Западном углу уезда, ограничивается с одной стороны довольно резко очерченным уступом третьей террасы, а с другой — поймой Днепра или обрывом второй террасы. Здесь чернозёмы являются как бы серыми; на ощупь кажутся крупнее; подпочвой служит супесчаный лёсс. Толщина пласта колеблется между 2 футов 2 дюйма и 5 футов 2 дюйма; содержание гумуса от 2,5 до 4,5 %. Глееватые почвы в виде небольших островков среди стариц и дюнных песков, полунаносного, полуболотного происхождения. Это тёмно-серые земли с синеватым или буроватым оттенком неопределенной мощности (от нескольких дюймов до 2 и более футов.). По более значительным низменностям эти почвы постепенно переходят в чисто болотные, даже торфянистые земли, а на более высоких участках — в пески. Во время засухи ссыхаются в твердые комки, а в сырую, дождливую погоду разбухают. Солонцы у подножия второй и особенно третьей террасы, уже в пределах речных долин, нередко залегают более или менее узкими полосками и отдельными пятнами. Эти земли весьма мало урожайны, а некоторые бесплодны, как, напр., Буромские солонцы.
Поймы Днепра и Сулы отличаются пестротой и разнообразием почв, быстрой и неправильной сменой одних другими и, в общем, малым плодородием земель пахотных, хотя встречаются иногда даже роскошные луга. Болотистые участки содержат местами торф и сплошь заросли непроходимым камышом, осокой и т. п.
Пески голые, кварцевые белые, обыкновенно окаймляющие современные берега Днепра и Сулы — для культуры совершенно непригодны. Удобной земли, по окладным книгам земства (1885 г.), 321724 десятин, из которых принадлало на начало XX века дворянам − 132313 десятин, духовенству − 4347 десятин, купцам − 2164 десятин, мещанам − 2702 десятин, евреям − 3549 десятин, казакам − 108946 десятин, крестьянам − 60348 десятин, казне − 559 десятин, удельному ведомству − 9864 десятин, городам − 1277 десятин.
По угодьям: пахотной земли 61,6 %, усадебной 5,2 %, выгона 3,4 %, сенокосов 14,7 %, лесных зарослей 8 %, тростников, болот 1,5 %, остальная неудобная.

## Население
Число жителей в уезде (кроме города), в 1891 году, 224152, в том числе: дворян − 1931 человек, духовенства − 1630 человек почетных граждан − 123 человек, купцов − 205 человек, мещан − 9297 человек, казаков − 95236 человек, крестьян — 88754 человек, военного сословия − 23792 человек, иностранцев − 32 человека. Евреев в уезде − 5076 человек.

## Экономика
В 1891 году заводов было: винокуренных 6, пивоварен. 1, пиво-медоваренный 2, льнотрепальных 1, топчаков 13, мельниц водяных: мукомольных 75, сукновальных 123, кузниц 127, кирпичных заводов — 3.
Общая сумма производства — 948183 руб., при 598 рабочих. Кустарные промыслы почти не существуют. Прежде значительно развитый чумацкий промысел почти прекратился с проведением железных дорог. Довольно распространены отхожие промыслы, главным образом для земледельческих работ в Новороссии и в Крыму. Часть населения издавна составляет так называемые «тахвы» (рыболовные артели) и промышляет рыболовством на днепровских и днестровских лиманах и на побережье Чёрного моря. Часть рабочих уходит на свеклосахарные заводы в ближайшие уезды Киевской губернии.
В 1886 году по уезду было выдано письменных видов для отлучек: годовых 883, полугодовых 2091, краткосрочных 9151. Главное занятие сельского населения — хлебопашество. Посевы лиц сельского сословия на землях собственных и наемных занимают до 2/3 пространства посевной площади; остальные посевы принадлежат землевладельцам-дворянам и др. Погодный наём земли — явление постоянное. По подворной переписи (1885 г.) регистрирован наём погодно 36959 десятин и в аренду на года 34029 десятин пахотной и 3118 десятин сенокосной земли; сверх того, убрано испольно 32773 десятин сенокосов. Пахотной земли нанято погодно: за деньги 70,2 %, из части урожая 26,0 %, под отработки натурою 3,8 %. Аренды большей частью имеют спекулятивный характер.
На средства уездного земства содержится в уезде 6 врачей, 20 фельдшеров, 6 провизоров, 1 больница и 6 приемных покоев. Аптеками при приемных покоях заведуют провизора, а при больнице устроена лаборатория для сложных лекарств. Затраты в 1891 г. на медицинскую часть составляли 44516 р. или 36 % уездного бюджета. В 1887 г. при уездной земской управе открыт склад земледельческих машин и орудий, для продажи сельскому населению за наличные деньги и в кредит или рассрочку. По реке Днепру имеются пароходные пристани в Прохоровке, Богуне и Налеснях, Железных и шоссейных дорог в уезде нет.

## Административное деление
- Беспальчевская волость — с. Беспальче,
- Белоусовская волость — с. Белоусовка,
- Богодуховская волость — с. Богодуховка,
- Васютинская волость — с. Васютинцы,
- Великобуромская волость — с. Великая Буромка,
- Великохуторская волость — с. Великий Хутор,
- Вознесенская волость — с. Вознесенское,
- Гельмязовская волость — м. Гельмязов,
- Драбовская волость — м. Драбов,
- Еремеевская волость — м. Еремеевка,
- Жовнинская волость — с. Жовнино,
- Золотоношская волость — м. Золотоноша,
- Ирклиевская волость — м. Ирклиев,
- Крапивнинская волость — м. Крапивна,
- Лялинская волость — с. Лялинцы,
- Мельниковская волость — с. Мельники,
- Мойсенская волость — с. Мойсенцы,
- Песчанская волость — с. Пещана,
- Прохоровская волость — с. Прохоровка,
- Чернобаевская волость — с. Чернобай.